# Sleepless in Chicago (ER)
Sleepless in Chicago is de achttiende aflevering van het eerste seizoen van de televisieserie ER, die voor het eerst werd uitgezonden op 23 februari 1995.

## Verhaal
Hathaway wil haar plannen om Tatiana te adopteren doorzetten, maar de zelfmoordpoging die zij recentelijk heeft gepleegd werkt tegen haar.
Dr. Benton is bezig met een dienst van 48 uur zonder slaap, Dr. Hicks eist van hem dat hij een paar uur gaat slapen. Hij weigert dit en heeft flinke gevolgen voor zijn moeder, hij valt bij zijn moeder in slaap en dan valt de moeder van de trap.
Dr. Greene, Dr. Ross en Dr. Benton nemen extreme maatregelen om het leven van een patiënt te redden. Later blijkt dat deze patiënt een niet reanimeren verklaring heeft.
Een adviseur komt de SEH onderzoeken op de werkwijze van het personeel, later blijkt echter dat de adviseur een ontsnapte patiënt is van een psychiatrisch ziekenhuis.
Dr. Greene krijgt een persoonlijk drama te verwerken, zijn vrouw Jennifer wil een scheiding aanvragen.

## Rolverdeling

### Hoofdrol
- Anthony Edwards - Dr. Mark Greene
- Christine Harnos - Jennifer Greene
- George Clooney - Dr. Doug Ross
- Sherry Stringfield - Dr. Susan Lewis
- Eriq La Salle - Dr. Peter Benton
- William H. Macy - Dr. David Morgenstern
- CCH Pounder - Dr. Angela Hicks
- Noah Wyle - John Carter
- Julianna Margulies - verpleegster Carol Hathaway
- Conni Marie Brazelton - verpleegster Connie Oligario
- Yvette Freeman - verpleegster Haleh Adams
- Deezer D - verpleger Malik McGrath
- Ellen Crawford - verpleegster Lydia Wright
- Dinah Lenney - verpleegster Shirley
- Abraham Benrubi - Jerry Markovic
- Montae Russell - ambulanceverpleegkundige Dwight Zadro

### Gastrol
- Lisa Zane - Diane Leeds
- Ving Rhames - Walter Robbins
- Beah Richards - Mae Benton
- Milana Vayntrub - Tatiana
- Lili Flanders - Ms. Brown
- Robert Carradine - John Koch
- Sanford Meisner - Joseph Klein
- Julie Fulton - Swanson
- Nancy Youngblut - Sarah Howe
- Kamar De Los Reyes - Hernandez
- Alexa Vega - Bonnie Howe
- Perry Anzilotti - Ed

en vele andere